# Bryopsis plumosa
La Bryopsis plumosa è un'alga verde della famiglia delle Bryopsidaceae, comune nel Mar Mediterraneo e osservata comunemente in tutti gli altri mari.